# Internationales Institut für Soziologie
Das Internationale Institut für Soziologie (IIS) (französisch Institut International de Sociologie; engl.: International Institute of Sociology) wurde 1893 in Paris von René Worms gegründet und ist die älteste soziologische Fachvereinigung. Derzeitiger IIS-Präsident ist Craig Calhoun (London School of Economics and Political Science) (Stand: 2016), das IIS-Sekretariat befindet sich an der Universität Uppsala in Schweden. Einziger deutscher IIS-Präsident war von 1993 bis 1997 Erwin K. Scheuch.

## Geschichte des IIS
Bekannte IIS-Mitglieder vor dem Zweiten Weltkrieg waren: Franz Boas, Roger Bastide, Lujo Brentano, Theodor Geiger, Gustave Le Bon, Karl Mannheim, William Fielding Ogburn, Pitirim Sorokin, Georg Simmel, Werner Sombart, Ludwig Stein, Gabriel Tarde, Richard Thurnwald, Ferdinand Tönnies, Thorstein Veblen, Lester Frank Ward, Sidney Webb, Max Weber, Leopold von Wiese und Florian Znaniecki.
Das kontinuierliche Bestehen des IIS über den Zweiten Weltkrieg hinaus wurde bezweifelt, denn der letzte IIS-Präsident vor Kriegsende, der Franzose René Maunier, war 1944 wegen Kollaboration mit dem Nationalsozialismus abgesetzt und gleichzeitig von seinem Lehramt entpflichtet worden. Der Italiener Corrado Gini, ein ehemals führender faschistischer Theoretiker, postulierte eine Weiterexistenz und reaktivierte das IIS 1949 in Konkurrenz zur im selben Jahr gegründeten International Sociological Association (ISA). In den 1950er Jahren stand das von Gini als Präsidenten geleitete IIS in Westdeutschland im Mittelpunkt eines so genannten „Bürgerkriegs der Soziologie“, den Gunther Ipsen 1951 ausgerufen hatte.
Soziologen, die auch unter NS-Herrschaft als solche tätig gewesen waren, gründeten gegen die Deutsche Gesellschaft für Soziologie (DGS), die sich der ISA angeschlossen hatte und der sie „Amerikanismus“ vorwarfen, eine nationale Sektion des IIS. Ihr Sprecher wurde Hans Freyer, der nach 1933 als „Führer“ der DGS fungiert hatte und vom ersten Nachkriegsvorsitzenden der DGS, Leopold von Wiese 1951 wieder in die DGS aufgenommen worden. Weitere Mitglieder der deutschen IIS-Sektion waren unter anderen Ipsen, Wilhelm Brepohl, Arnold Gehlen und Karl Valentin Müller (er wurde 1954 Generalsekretär des IIS). Helmut Schelsky hatte zwar an der Gründungsversammlung der deutschen IIS-Sektion am 21. und 22. April 1951 in Wiesbaden teilgenommen, war ihr aber nicht beigetreten. Manche der deutschen Mitglieder, waren wie Freyer, gleichzeitig in der DGS organisiert.
Laut Stefan Kühl war das IIS nach dem Zweiten Weltkrieg die „organisatorische Rückzugsbasis“ für deutsche Soziologen, „die wegen ihres Engagements für den Nationalsozialismus bei vielen ihrer Kollegen diskreditiert waren.“ Der wissenschaftliche Kurs des Instituts sei in den späten 1950er- und frühen 1960er-Jahren maßgeblich vom langjährigen IIS-Präsidenten Corrado Gini und Karl Valentin Müller bestimmt worden, die über das IIS ihren „anthrosoziologischen, biologistischen Forschungsansatz verbreiten wollten.“